# Hyperoedesipus plumosus
Hyperoedesipus plumosus là một loài chân đều trong họ Hypsimetopidae. Loài này được Nicholls & Milner miêu tả khoa học năm 1923.